# The Lone Ranger (Fernsehserie)
The Lone Ranger ist eine US-amerikanische Westernserie, die zwischen 1949 und 1957 erstausgestrahlt wurde. Sie basiert auf der gleichnamigen Hörspielreihe des US-Radiosenders WXYT von 1933.

## Handlung
John Reid ist der einzige Überlebende einer Gruppe von Texas Rangers, die bei der Verfolgung einer Verbrecherbande in einen Hinterhalt gerieten. Der Indianer Tonto findet den schwer verletzten Ranger, der Tonto vor Jahren das Leben gerettet hatte, und pflegt ihn gesund. Nach seiner Genesung beschließt der Ranger, der offiziell für tot erklärt wurde, fortan als maskierter Rächer Lone Ranger gegen das Verbrechen zu kämpfen. Neben Tonto ist sein treuer Begleiter der weiße Hengst Silver.
Ein alter Freund Reids, der als einziger neben Tonto die wahre Identität des Rangers kennt, betreibt eine Silbermine. Er versorgt ihn mit dessen Markenzeichen, Silberkugeln.

## Besetzung und Synchronisation
Eine deutschsprachige Synchronisation wurde von 1990 bis 1993 nach den Dialogbüchern von Lioba Schmid, Karl Zimmering, Susanne König, Detlef Siebert, Christian Fiebig, Martina Manecke, Gabriele Günther, Andreas Thieck, Vera Giese sowie Detlef Gieß und unter der Dialogregie von Uwe Paulsen von der Synchronfirma Deutsche Synchron in Berlin durchgeführt.
| Rolle           | Schauspieler                                            | Synchronsprecher                                          |
| --------------- | ------------------------------------------------------- | --------------------------------------------------------- |
| The Lone Ranger | Clayton Moore (Staffeln 1–2, 4–5) John Hart (Staffel 3) | Uwe Paulsen                                               |
| Tonto           | Jay Silverheels                                         | Raimund Krone (Staffeln 1–4) Detlef Bierstedt (Staffel 5) |
| Dan Reid        | Chuck Courtney                                          | Peter Flechtner                                           |
| Erzähler        | Gerald Mohr                                             | Andreas Thieck                                            |

## Hintergrund
Nach der Produktion der ersten 78 Folgen besetzte die Produktionsgesellschaft offiziell wegen zu hoher Gehaltsforderungen den Hauptdarsteller Clayton Moore durch John Hart. Mit ihm in der Hauptrolle entstanden weitere 52 Folgen. Obgleich der Lone Ranger stets eine Maske trug, wurde Hart vom Publikum nicht gleichermaßen angenommen, so dass Moore letztlich die Rolle zurückerhielt. Bis 1957 entstanden weitere 91 Folgen, wovon die letzte Staffel erstmals in Farbe gedreht wurde.

## Deutsche Ausstrahlung und Titel
In manchen Informationsquellen findet man die Angaben, einige Folgen von „The Lone Ranger“ sind in Deutschland ab 2. Mai 1959 bei der ARD unter dem Titel Die Texas Rangers ausgestrahlt worden. Diese Informationen entstammen dem Lexikon der britischen und amerikanischen Serien, Fernsehfilme und Mehrteiler und sind nachweislich falsch. Dort wird irrtümlich angegeben, dass die in Deutschland gezeigte Serie Die Texas Rangers (die Geschichte einer berühmten Polizeitruppe) im Original The Lone Ranger geheißen habe. Tatsächlich war der Originaltitel dieser Serie Tales of the Texas Rangers. In der Hörzu vom 2. Mai 1959 wird die Folge Die schwarzen Banditen vom El Dorado besprochen und es gibt zwei Bilder der Schauspieler Harry Lauter und Willard Parker.

## Filme
- 1952 wurden die ersten drei Episoden von George B. Seitz Jr. zu dem Spielfilm The Legend of the Lone Ranger zusammengeschnitten.
- 1956 erschien mit Der weisse Reiter (The Lone Ranger) ein Spielfilm zur Serie, ebenfalls mit Clayton Moore und Jay Silverheels in den Hauptrollen. Regie führte Stuart Heisler.[6][7]
- 1958 folgte Der Held mit der Maske (The Lone Ranger and the Lost City of Gold), ein weiterer Film unter der Regie von Lesley Selander.[8]
- Unter dem Titel Die Legende vom einsamen Ranger (The Legend of the Lone Ranger) stiegen 1981 Klinton Spilsbury als Ranger und Michael Horse als Tonto unter der Regie von William A. Fraker in die Sättel.[9]
- 2003 gab es den  Fernsehspielfilm The Lone Ranger unter der Regie von Jack Bender für das WB Television Network mit Chad Michael Murray als Lone Ranger und Nathaniel Arcand als Tonto.[10]
- Im Jahr 2013 entstand mit Lone Ranger ein weiterer, auf der Serie basierender Kinofilm. Die Regie übernahm Gore Verbinski, in den Hauptrollen sind u. a. Armie Hammer und Johnny Depp zu sehen.

## Titelmusik
Die Titelmusik basiert auf Rossinis Wilhelm-Tell-Ouvertüre

## DVD
Die ersten beiden Staffeln der Serie wurden in den Vereinigten Staaten am 11. November 2008 veröffentlicht. Eine deutsche Veröffentlichung der ersten Staffel auf DVD liegt seit 2010 vor.